# Волович Захар Ілліч
Захар Ілліч Волович ( 1900 — 1937 ) — відповідальний співробітник ІНО ОГПУ-НКВС СРСР, заступник начальника Оперативного відділу ГУДБ НКВС СРСР, старший майор державної безпеки ( 1935 р. ). Засуджений у «особливому порядку». Реабілітовано посмертно.

## Біографія
Народився в єврейській родині торговця у Полтавській губі. Учасник Громадянської війни керував бойовою дружиною більшовицького підпілля у Криму. Складався в РКП(б) із січня 1919 року. У 1919-1922 роках служив у Червоній Армії, червоноармієць, комісар батареї, дивізії. У 1922-1923 роках помічник інспектора артилерії. У 1923—1924 роках навчався у Харківському технологічному інституті (освіта незакінчена вища).
З січня 1924 року співробітник Іноземного відділу (ІНО) ОГПУ, особливо уповноважений Закордонної частини ІНО ОГПУ . У 1924—1925 роках працював у Туреччині виконувачем обов'язків резидента . У 1926-1928 роках уповноважений Закордонної частини ІНО ОГПУ СРСР. З 15 лютого 1928 року був резидентом радянської зовнішньої розвідки, перебував у відрядженні за документами на ім'я Володимира Борисовича Яновича і під прикриттям посади співробітника генерального консульства СРСР.  Потім співробітник центрального апарату ОГПУ-НКВС СРСР у Москві. Можливо, мав відношення до викрадення А. П. Кутепова у Парижі. З 1930 до 29 січня 1932 року начальник 1-го відділення ІНО, з 1932 року помічник, з 1935 року заступник начальника Оперативного відділу (пізніше 1-го відділу) ГУДБ НКВС СРСР . Його підпис стоїть на ордері на виробництво арешту-обшуку Осипа Емільєвича Мандельштама від 16.05.1934 року
Заарештовано 22 березня 1937 року у справі Генріха Ягоди разом із дружиною. Позбавлений нагород 15 червня 1937 року. У результаті фабрикації т. зв. «Справи про військово-фашистську змову в РККА» у травні 1937 році під тиском слідства дав «показання» про участь у «змові» низки відповідальних чинів НКО СРСР. Внесений до сталінського розстрільного списку від НКВС від 16 червня 1937 року («за» 1-у категорію Сталін, Молотов, Жданов, Єжов ) , і розстрільний список від 14 серпня 1937 року («за» Сталін, Молотов)  . Засуджений в «особливому порядку» до вищої міри покарання за «шпигунство та участь у контрреволюційній змові в органах НКВС». Розстріляний 14 серпня 1937 року після затвердження списку І. В. Сталіним та В. М. Молотовим. Разом з ним в «особливому порядку» були розстріляні Георгій Прокоф'єв, прямий начальник Воловича Карл Паукер, Олександр Шанін, Семен Фірін, В. В. Григор'єв, Г. В. Голов, І .Ю. Лоренс, Іван Запорожець та ін. керівні та оперативні співробітники НКВС СРСР (всього 25 засуджених). Місце поховання - могила незатребуваних прахів № 1 крематорію Донського кладовища . Реабілітований посмертно укладанням ДВП РФ від 18 березня 2002 року.
Дружина :
Литвинова Фаня Марківна. Народилася 14.12.1904 р. у м. Мінськ; єврейка; освіта незакінчена вища; б/п; на момент арешту домашня господарка. Проживала: м. Москва, вул. Мала Луб'янка, б.5, кв.52. Заарештовано 22 березня 1937 році. Внесено до розстрільного сталінського списку від 14 серпня 1937 року («за» 1-у категорію Сталін і Молотов). Засуджена у «особливому порядку». Розстріляно 14 серпня 1937 року. Місце поховання — могила незатребуваних прахів № 1 крематорію Донського кладовища. Реабілітована посмертно 19 серпня 1992 року. Прокуратурою РФ. 

### Звання
- старший майор державної безпеки (29.11.1935).

### Нагороди
- орден Червоної Зірки (14 травня 1936) - «за організацію та проведення зразкового порядку в день першотравневого параду та демонстрації» [5]